# Ray Bourque
Raymond Jean Bourque (* 28. prosinec 1960) je bývalý kanadský hokejový obránce. Momentálně drží rekordy pro nejvíce gólů, asistencí a bodů připsaných obráncem v celé kariéře v NHL. Jeho jméno je nejčastěji spojováno s týmem Boston Bruins, kde odehrál 21 sezon a byl nejdéle sloužícím kapitánem historie týmu. Poslední dvě sezony odehrál za Colorado Avalanche, kde vyhrál ve svém posledním zápase kariéry Stanley Cup. U příležitosti 100. výročí NHL byl v lednu 2017 vybrán jako jeden ze sta nejlepších hráčů historie ligy.

## Hráčská kariéra
Bourque se narodil v prosinci 1960 v Montrealu. Ve třetím kole draftu Quebec Major Junior Hockey League si ho vybral tým Trois-Riviéres Draveurs. V nováčkovské sezoně ho trenér a generální manažer týmu, Michel Bergeron (později trénoval New York Rangers a Quebec Nordiques) vyměnil do týmu Sorel Blackhawks za střelce Benoita Gosselina. Po skvělé juniorské kariéře za Sorel a Verdun, ve které byl v letech 1978 a 1979 jmenován nejlepším obráncem QMJHL, byl draftován celkově osmý týmem Boston Bruins. Ti získali tuto volbu v draftu v roce 1977 od Los Angeles Kings za Rona Grahama, jehož syn, brankář John Grahame, se později stal jedním z Bourqueho spoluhráčů.
Ve svém prvním zápase v NHL, proti Winnipeg Jets, vstřelil svůj první gól. Už od začátku profesionální kariéry byl znám jako jeden z nejlepších zadáku NHL a ve své nováčkovské sezoně vyhrál Calder Trophy pro nejlepšího nováčka sezony a zároveň byl vybrán do Prvního výběru hvězd NHL. Stal se tak prvním hráčem v poli, kterému se povedlo kombinovat tato dvě ocenění. Navíc, jeho 65 bodů, bylo v té době rekord pro obránce v první sezoně.
V roce 1985, kapitán Bruins, Terry O'Reilly, ukončil kariéru a stal se koučem týmu. Bourque byl společně s Rickem Middletonem jmenován kapitánem. Middleton nosil kapitánské „céčko“ na domácích zápasech, Bourque ho nosil když hráli venku. V roce 1988 ukončil kariéru i Middleton a Bourque se stal jediným kapitánem týmu. Kapitánem byl až do konce své kariéry v týmu Bruins a překonal tak délku kapitánství bývalého bostonské kapitána, Dita Clappera a i Alexe Delvecchia z Detroit Red Wings, který držel rekord NHL. Bourqův rekord se podařilo překonat až dalšímu z Red Wings, Stevu Yzermanovi.
Bourque hrál 21 let v Bostonu, kde byl známý především pro kombinaci obratné ofenzivy (vyhrával soutěže přesnosti střely na Utkání hvězd) a téměř bezchybné defenzivy. Vyhrál pětkrát Norris Trophy pro nejlepšího obránce ligy a v roce 1990 podlehl Marku Messierovi v nejvyrovnanějším zápase o Hart Trophy pro nejužitečnějšího hráče ligy v historii. Bourque byl tak dobrý, že kdykoli nehrál, Bruins neměli téměř žádnou šanci vyhrát.
V jeho éře s Bruins, tým se stal rekordním pro všechny hlavní severoamerické soutěže, s 29 sezonami v play-off v řadě. Tato série skončila až po roce 1996. S Bruins se dostal Bourque dvakrát do finále Stanley Cupu a to v letech 1988 a 1990, v obou sezonách ovšem prohrál proti Edmonton Oilers.
V Bostonu měli Bourqua rádi také díky jeho vytrvalosti s týmem. Nechtěl žádné velké částky, i když měl na to, být nejlépe placeným obráncem ligy. To se nelíbilo NHLPA, asociaci zaštiťující hráče v NHL, která chtěla zvýšit platy hráčů.

### #77
Když Bourque začal svou kariéru s Bostonem, dostal číslo sedm po jiné bostonské superstar Philu Espositovi, moc dlouho ho ale nenosil. 3. prosince 1987 se vedení Bruins rozhodlo, že vyřadí Espositovu sedmičku. Bourque přišel v ten den na led s dresem číslo sedm a když přišel k Espositovi, dres si sundal a odhalil tak nový dres s číslem 77, což ukazovalo, že Bourque s rozhodnutím souhlasí.

### Reprezentace
Bourque hrál za kanadskou reprezentaci na Canada Cupu v letech 1981, 1984 a 1987. I přes pokusy Wayna Gretzkyho a Marka Messiera přesvědčit ho, Bourque nehrál Canada Cup 1991. V roce 1987 se ale také objevil ve Výběru hvězd NHL v zápase proti SSSR. V roce 1998 reprezentoval Kanadu na olympijských hrách, kde vyhrál bodování obránců.

### Colorado Avalanche
V sezoně 1996-97 byl ukončen rekord Bruins v počtu play-off v řadě. Zpět se dostali o dva roky později, kdy vyhráli první sérii zápasů od roku 1994.
I přes hodně talentu v další sezoně, zranění nepřála bostonskému celku a poté co Marty McSorley udeřil hokejkou Donalda Brasheara, bylo jasné, že se Bruins do play-off opět nedostanou. Bourque si vyžádal výměnu do některého z týmu, který má větší šanci na výhru Stanley Cupu. V plánu byli Philadelphia Flyers, jejichž generální manažer Bobby Clarke za Bourqua nabízel Andyho Delmora a Daymonda Langkowa. Ve skutečnosti ale generální manažer Bruins Harry Sinden dokončoval trejd s Colorado Avalanche. Bourquovi řekl, že to asi není jeho první volba, ale že si myslí, že tenhle tým je ten nejlepší. 6. března 2000 byl Bourque, společně s veteránem Davem Andreychukem vyměněn do Colorada za Briana Rolstona, Martina Greniera a Samuela Pahlssona. Říká se, že před prvním zápasem za Avs neměli v Coloradu míru trenýrek pro Bourqua, ten tak musel hrát se svými starými a logo Bruins si překryl černou páskou.
I přesto, že s Avs odehrál jen jednu a půl sezony, vliv měl jak na ledě, tak v šatně. Po jeho příchodu se zvedla celková forma týmu, a Avs tak dokázali vyhrát svou divizi. V play-off se dostali až do konferenčního finále, kde podlehli po sedmi zápasech Dallasu. Bourquova střela trefila tyč pár sekund před koncem. Ta mohla zápas srovnat, protože i přestože Avs prohrávali 3:0, přiblížili se soupeřům ve třetí třetině na rozdíl jediného gólu.
Sezona 2000–01 byla jeho poslední. Na začátku byl jmenován alternativním kapitánem. V sezoně vedl bodování coloradských zadáků a tvořil skvělé páry s Adamem Footem a Robem Blakem, kterého Avs získali v trejdu s Los Angeles Kings. Bourque se dostal do Prvního výběru hvězd NHL ale v boji o Norris Trophy pro nejlepšího zadáka ligy skončil druhý za Nicklasem Lidströmem.
V Play-off 2001 Colorado čekali ve finále Stanley Cupu New Jersey Devils. Ve třetím zápase série vsítil Bourque vítězný gól Avs. V pátém zápase Devils vyhráli a dostali se do vedení 3:2. V šestém zápase Colorado rozdrtilo ďábly z New Jersey 4:0 a tak se musel hrát rozhodující sedmý zápas. Ten se hrál v Denveru, Avs byli domácím týmem. 9. června 2001 se konečně povedlo Raymondu Bourqueovi – jeho čekání trvalo dlouhých 22 let – a také jeho spoluhárčům z Colorado Avalanche ukořistit Stanley Cup. Po zápase ukončil svou úspěšnou kariéru. Poprvé od vzniku tradice kapitánova vítězného kolečka byla tradice porušena. Joe Sakic, kapitán Avs, který pohár již jednou vyhrál, předal trofej Bourquovi a vytvořil tak jeden z nezapomenutelných momentů hokejové historie. Brankář Avalanche Patrick Roy vyhrál v ten den už svůj čtvrtý Stanley Cup a prohlásil, že „jedno jméno na něm stále chybělo, ale teď už je to v pořádku“.
Bourque tedy čekal na výhru Stanley Cupu déle než jakýkoli jiný hráč v jeho 108leté historii. Dohromady odehrál celkem 1826 zápasů. 12. června téhož roku se s pohárem objevil v Bostonu.
Při ukončení své kariéry držel nejdůležitější ofenzivní rekordy obránců. V poslední sezoně obou hráčů, Bourque překonal ty rekordy, které držel Paul Coffey, který hrál právě za Bruins jako náhrada za Bourqua.

### Důchod
Bourque byl uveden do Hokejové síně slávy v roce 2004, což byl první možný termín. Jeho číslo 77 bylo vyřazeno Bostonem i Coloradem a je tak jedním ze šesti hráčů, jejichž číslo bylo vyřazeno ve více než jednom klubu (dalšími jsou Gordie Howe, Bobby Hull, Wayne Gretzky, Mark Messier a Patrick Roy). V jeho rodném městě, Saint-Laurent, je na jeho památku pojmenován hokejový stadion Aréna Raymond-Bourque.
Bourque se svou manželkou Christianne stále žije v Bostonu a účastní se místních charitativních akcí. Od 3. listopadu 2005 je konzultantem týmu Bruins. V bostonské části North End je spoluvlastníkem italské restaurace Tresca.
Jeho starší syn, Christopher byl v roce 2004 draftován týmem Washington Capitals. V roce 2007 se stal profesionálem a hrál v AHL za Hershey Bears. Ve stejném roce slavil také svůj debut v NHL. Mladší syn, Ryan, byl draftován v roce 2009 týmem New York Rangers a byl členem juniorské reprezentace USA na juniorském mistrovství světa v roce 2010.

### Výkon
Bourquova obratnost vedla k tomu, že byl často oceňován. Třináctkrát byl součástí Prvního výběru hvězd NHL a šestkrát součástí Druhého výběru hvězd NHL. Pětkrát se mu podařilo vyhrát Norris Trophy pro nejlepšího obránce ligy. Nasbíral mnoho dalších ocenění a rekordů:
- Sedmý v počtu odehraných zápasu v kariéře – 1 612.
- Čtvrtý v počtu asistencí v kariéře – 1 169.
- Jedenáctý v počtu bodů v kariéře – 1 579.
- První v počtu bodů v kariéře mezi obránci – 1 579.
- První v počtu gólů v kariéře mezi obránci – 410.
- První v počtu střel v kariéře – 6 206.
- Třetí ve statistice +/- v kariéře – 528.
- Vyhrál Norris Trophy v letech 1987, 1988, 1990, 1991 a 1994.
- Vyhrál King Clancy Memorial Trophy v roce 1992.
- Vyhrál Lester Patrick Trophy v roce 2003.
- Byl jmenován do Prvního výběru hvězd NHL v letech 1980, 1982, 1984, 1985, 1987, 1988, 1990–1994, 1996 a 2001.
- Byl jmenován do Druhého výběru hvězd NHL v letech 1981, 1983, 1986, 1989, 1995 a 1999.
- V roce 1984 se stal teprve šestým obráncem v historii NHL, který vstřelil třicet gólů v jedné sezoně.
- V roce 1992 se stal teprve třetím obráncem v historii NHL, který zaznamenal tisíc bodů ve své kariéře.
- Drží rekordy pro počet odehraných zápasů, asistencí a bodů v kariéře za tým Boston Bruins a je zde také čtvrtý v počtu vstřelených gólů.
- Svým 1 528. bodem v říjnu 2000 překonal Paula Coffeyho a stal se držitelem rekordu pro nejvíce bodů v kariéře mezi obránci.
- Svou 1 137. asistencí v prosinci 2000 překonal Paula Coffeyho a stal se druhým v počtu asistencí mezi obránci v kariéře.
- V roce 2001 byl jmenován součástí devatenáctého Utkání hvězd v řadě, čímž překonal rekord Wayna Gretzkyho.
- V roce 1996 byl jmenován nejužitečnějším hráčem Utkání hvězd.
- Je třetí v počtu asistencí v play-off v kariéře a desátý v počtu bodů v play-off v kariéře.
- V roce 1998 ho magazín The Hockey News umístil na 14. místo v žebříčku 100 největších hokejistů historie. Byl tak nejvýše umístěným hráčem, kterému se v té době ještě nepodařilo vyhrát Stanley Cup.

## Prvenství
- Debut v NHL – 11. října 1979 (Boston Bruins proti Winnipeg Jets)
- První asistence v NHL – 11. října 1979 (Boston Bruins proti Winnipeg Jets)
- První gól v NHL – 11. října 1979 (Boston Bruins proti Winnipeg Jets, kanadskému brankáři Pierre Hamel)
- První hattrick v NHL – 8. března 1983 (Quebec Nordiques proti Boston Bruins)

## Klubové statistiky
| Sezóna     | Klub                    | Soutěž     |      | Základní část | Základní část | Základní část | Základní část | Základní část |    | Play off | Play off | Play off | Play off | Play off |
| Sezóna     | Klub                    | Soutěž     | Z    | G             | A             | B             | TM            | Z             | G  | A        | B        | TM       |          |          |
| 1976–77    | Trois-Rivières Draveurs | QMJHL      | 39   | 3             | 20            | 23            | 27            | —             | —  | —        | —        | —        |          |          |
| 1976–77    | Sorel Éperviers         | QMJHL      | 30   | 9             | 16            | 25            | 29            | —             | —  | —        | —        | —        |          |          |
| 1977–78    | Verdun Éperviers        | QMJHL      | 72   | 22            | 57            | 79            | 90            | 4             | 2  | 1        | 3        | 0        |          |          |
| 1978–79    | Verdun Éperviers        | QMJHL      | 63   | 22            | 71            | 93            | 44            | 11            | 3  | 16       | 19       | 18       |          |          |
| 1979–80    | Boston Bruins           | NHL        | 80   | 17            | 48            | 65            | 73            | 10            | 2  | 9        | 11       | 27       |          |          |
| 1980–81    | Boston Bruins           | NHL        | 67   | 27            | 29            | 56            | 96            | 3             | 0  | 1        | 1        | 2        |          |          |
| 1981–82    | Boston Bruins           | NHL        | 65   | 17            | 49            | 66            | 51            | 9             | 1  | 5        | 6        | 16       |          |          |
| 1982–83    | Boston Bruins           | NHL        | 65   | 22            | 51            | 73            | 20            | 17            | 8  | 15       | 23       | 10       |          |          |
| 1983–84    | Boston Bruins           | NHL        | 78   | 31            | 65            | 96            | 57            | 3             | 0  | 2        | 2        | 0        |          |          |
| 1984–85    | Boston Bruins           | NHL        | 73   | 20            | 66            | 86            | 53            | 5             | 0  | 3        | 3        | 4        |          |          |
| 1985–86    | Boston Bruins           | NHL        | 74   | 19            | 58            | 77            | 68            | 3             | 0  | 0        | 0        | 0        |          |          |
| 1986–87    | Boston Bruins           | NHL        | 78   | 23            | 72            | 95            | 36            | 4             | 1  | 2        | 3        | 0        |          |          |
| 1987–88    | Boston Bruins           | NHL        | 78   | 17            | 64            | 81            | 72            | 23            | 3  | 18       | 21       | 26       |          |          |
| 1988–89    | Boston Bruins           | NHL        | 60   | 18            | 43            | 61            | 52            | 10            | 0  | 4        | 4        | 6        |          |          |
| 1989–90    | Boston Bruins           | NHL        | 76   | 19            | 65            | 84            | 50            | 17            | 5  | 12       | 17       | 16       |          |          |
| 1990–91    | Boston Bruins           | NHL        | 76   | 21            | 73            | 94            | 75            | 19            | 7  | 18       | 25       | 12       |          |          |
| 1991–92    | Boston Bruins           | NHL        | 80   | 21            | 60            | 81            | 56            | 12            | 3  | 6        | 9        | 12       |          |          |
| 1992–93    | Boston Bruins           | NHL        | 78   | 19            | 63            | 82            | 40            | 4             | 1  | 0        | 1        | 2        |          |          |
| 1993–94    | Boston Bruins           | NHL        | 72   | 20            | 71            | 91            | 58            | 13            | 2  | 8        | 10       | 0        |          |          |
| 1994–95    | Boston Bruins           | NHL        | 46   | 12            | 31            | 43            | 20            | 5             | 0  | 3        | 3        | 0        |          |          |
| 1995–96    | Boston Bruins           | NHL        | 80   | 20            | 62            | 82            | 58            | 5             | 1  | 6        | 7        | 2        |          |          |
| 1996–97    | Boston Bruins           | NHL        | 62   | 19            | 31            | 50            | 18            | —             | —  | —        | —        | —        |          |          |
| 1997–98    | Boston Bruins           | NHL        | 82   | 13            | 35            | 48            | 80            | 6             | 1  | 4        | 5        | 2        |          |          |
| 1998–99    | Boston Bruins           | NHL        | 81   | 10            | 47            | 57            | 34            | 12            | 1  | 9        | 10       | 14       |          |          |
| 1999–00    | Boston Bruins           | NHL        | 65   | 10            | 28            | 38            | 20            | —             | —  | —        | —        | —        |          |          |
| 1999–00    | Colorado Avalanche      | NHL        | 14   | 8             | 6             | 14            | 6             | 13            | 1  | 8        | 9        | 8        |          |          |
| 2000–01    | Colorado Avalanche      | NHL        | 80   | 7             | 52            | 59            | 48            | 21            | 4  | 6        | 10       | 12       |          |          |
| NHL celkem | NHL celkem              | NHL celkem | 1612 | 410           | 1169          | 1579          | 1141          | 214           | 41 | 139      | 180      | 171      |          |          |

## Reprezentace
| Rok                       | Tým                       | Soutěž                    | Z  | G | A  | B  | TM |
| ------------------------- | ------------------------- | ------------------------- | -- | - | -- | -- | -- |
| 1981                      | Kanada                    | KP                        | 7  | 1 | 4  | 5  | 6  |
| 1984                      | Kanada                    | KP                        | 8  | 0 | 4  | 4  | 8  |
| 1987                      | Kanada                    | KP                        | 9  | 2 | 6  | 8  | 10 |
| 1998                      | Kanada                    | OH                        | 6  | 1 | 2  | 3  | 4  |
| Seniorská kariéra celkově | Seniorská kariéra celkově | Seniorská kariéra celkově | 30 | 5 | 15 | 20 | 28 |